# 1848 في إيطاليا
فيما يلي قوائم الأحداث التي وقعت خلال عام 1848 في إيطاليا.

## أحداث
- 25 يوليو – معركة كوستوزا

## مواليد

### أبريل
- 5 أبريل – ليوناردو بيانكي[1]

### مايو
- 20 مايو – كارلو سومييه

### يوليو
- 9 يوليو – روبرت الأول دوق بارما[2]

### ديسمبر
- 13 ديسمبر – أنريكو فورلانيني مهندس إيطالي.

## وفيات

### أبريل
- 8 أبريل – غايتانو دونيزيتي (مواليد 1797) ملحن إيطالي.[3]

### نوفمبر
- 15 نوفمبر – بيلجرينو روسي (مواليد 1787)[4]